# HD 190228
HD 190228 ist ein rund 200 Lichtjahre (ca. 62 Parsec) von der Sonne entfernter Stern mit einer scheinbaren visuellen Helligkeit von 7,3 mag im Sternbild Vulpecula. Der Stern ist ein Unterriese der Spektralklasse G und hat ein Alter von über 10 Milliarden Jahren. Er wird von einem substellaren Begleiter mit der Bezeichnung HD 190228 b (bzw. HD 190228 B) umrundet, bei dem es sich wahrscheinlich um einen Exoplaneten handelt, jedoch möglicherweise auch um einen braunen Zwerg.

## Begleiter
Die Entdeckung des Begleiters von HD 190228 gelang mit Hilfe der Radialgeschwindigkeitsmethode und wurde im Jahr 2000 an einer Konferenz vorgestellt. Seine dabei bestimmte, niedrige Mindestmasse von 5 Jupitermassen machte ihn zu einem Exoplaneten-Kandidaten. A planetary companion to HD 190228 Eine Studie im Jahr 2011 mit einer Bestimmung der Bahnneigung zu etwa 4° kam zum Schluss, dass die Masse des Begleiters deutlich höher ist und bei etwa (49 ± 15) Jupitermassen liegt. Arbeiten der Jahre 2022 und 2023 mit neuen astrometrischen Auswertungen kommen wieder zum Schluss, das ein Exoplanet mit etwa 5 Jupitermassen wahrscheinlich ist.